# Pestalozzischule Bremerhaven

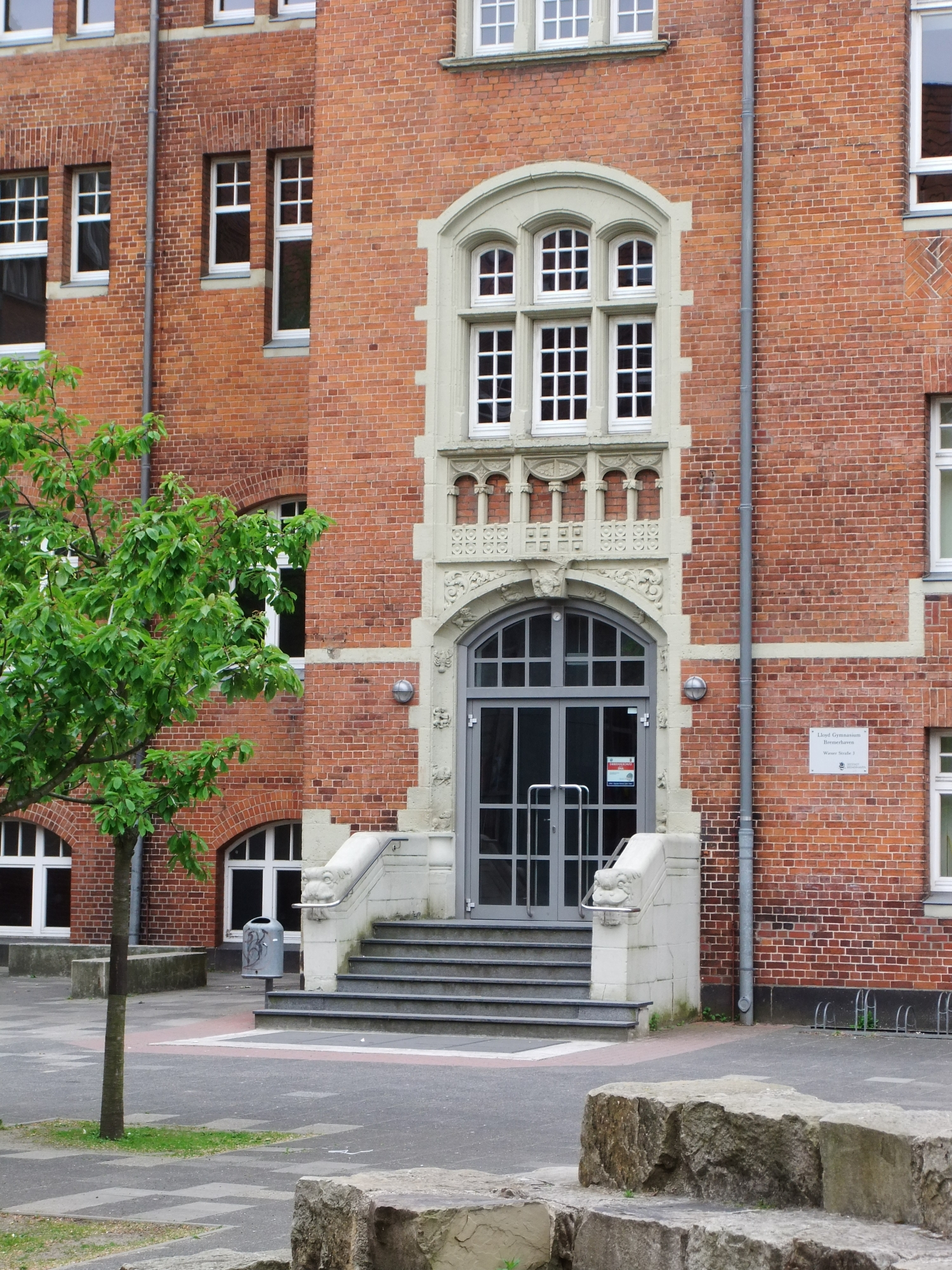
Früher Pestalozzischule, heute Lloyd-Gymnasium Bremerhaven

Die Pestalozzischule Bremerhaven in Bremerhaven - Lehe am Leher Tor, Wiener Straße 3, wurde 1910 als Doppelvolksschule für Jungen und Mädchen eingeweiht. Sie wurde später Oberschule bzw. Wirtschaftsgymnasium und ist heute eine Grundschule. Benannt ist sie nach Johann Heinrich Pestalozzi.
Das Bauwerk wurde 2010 unter Bremer Denkmalschutz gestellt.

## Geschichte

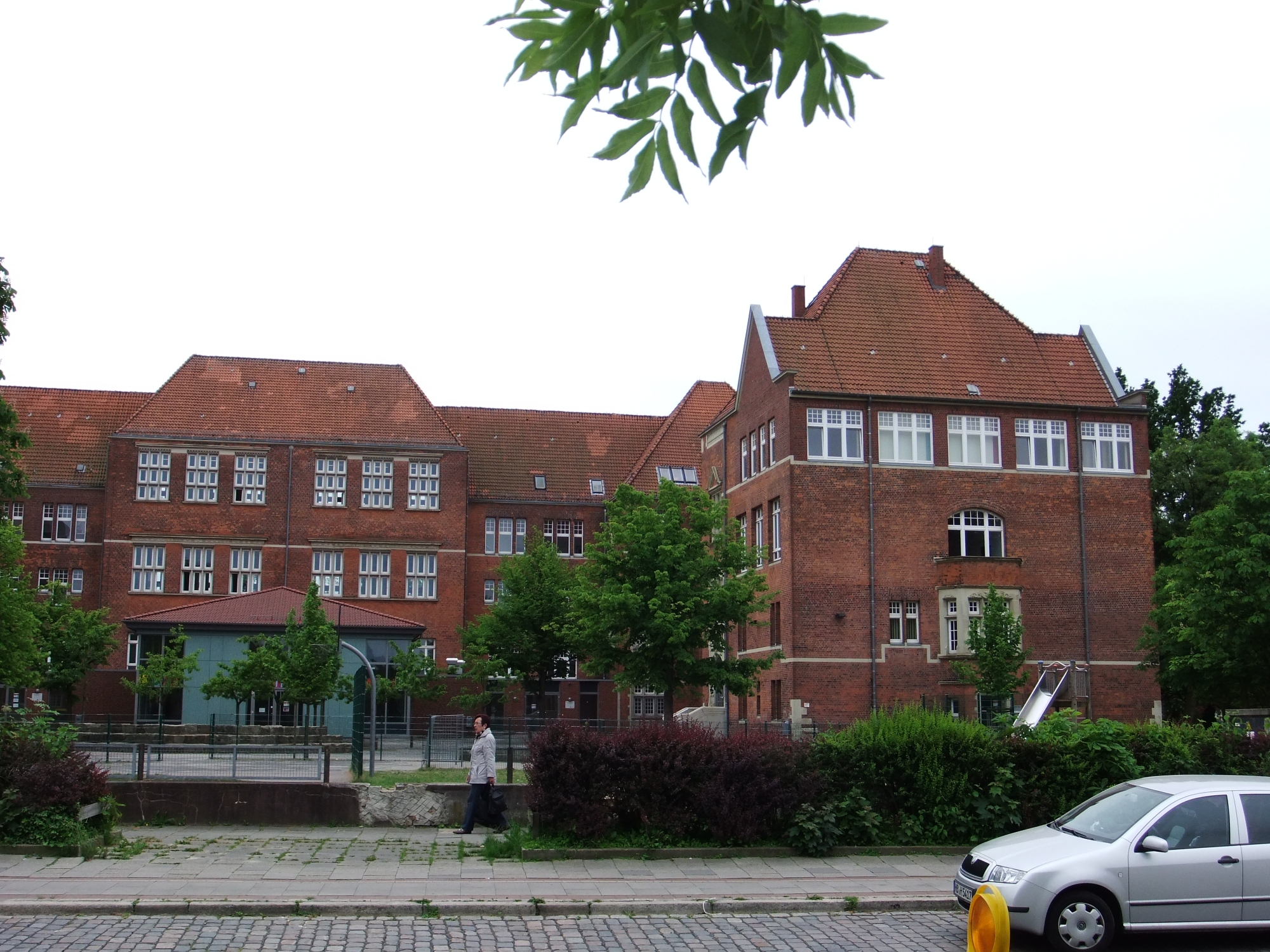

Nach einem rasanten Anstieg der Einwohnerzahl in Bremerhaven wurde der Neubau einer Volksschule dringend erforderlich. Nach längerer Diskussion fand die Stadt einen Bauplatz am alten Bahndamm der Verbindungsbahn und zwischen dem damaligen Städtischen Krankenhaus und dem St.-Joseph-Hospital.

Die drei- und viergeschossige repräsentativen Dreiflügelanlage entstand 1909/10 im Baustil der Neorenaissance mit Portalen und Zwerchhäuser nach Plänen von Stadtbaurat Julius Hagedorn an der Stadtgrenze von Lehe. Als Materialien wurden Tuffstein und Klinker verwendet. Das entsprach der Gestaltung des benachbarten Hospitals.
Im Zweiten Weltkrieg wurde die Schule beschädigt und danach von der Militärverwaltung beschlagnahmt. Die Wiederherrichtung zunächst zu einer Hilfsschule mit acht Klassen erfolgte 1951. Bei den verschiedenen Umbauten wurden die Dächer vereinfacht. 1981 übernahm Bremerhaven die Grundstücke des abgerissenen Krankenhauses Mitte für die Pestalozzischule II.

## Schulnutzung
Die Doppelschule war eine Volksschule für Knaben und eine für Mädchen unter einem Dach. Im Erdgeschoss des Ostflügels befand sich zudem ab 1911 auch die Fröbelschule von 1898 eine Hilfsschule für „schwachbefähigte“ Kinder, die gezielte Förderung in kleinen Klassenverbänden erhielten.
Die Pestalozzischule war für damalige Zeiten eine sehr große Schule mit jeweils 16 Klassen mit bis zu 50 Schülern pro Klasse für die Jungen- und für die Mädchenschule. Anfänglich wurden 550 Mädchen und 600 Jungen unterrichtet. Zwei Turnhallen, zugleich auch als Aula genutzt, trennten in dem Gebäude die beiden Schulen. Es gab einen gemeinsamen, nicht getrennten Schulhof, obwohl noch getrennte Schulhöfe die Regel waren, wegen der „vermeintlicher sittlichen Gefahren“ für die Kinder. Der Neubau wurde kurz nach der Körnerschule in Lehe vollendet. Die Pestalozzischule war jedoch „reicher ausgestattet und großzügiger eingerichtet“ (Körtge) als die Körnerschule. 1927 entstand für die Fröbelschule ein Erweiterungsbau.
Nach dem Zweiten Weltkrieg war die Schule kurzzeitig eine Hilfsschule. Sie wurde dann als Pestalozzischule II zu einer additiven Gesamtschule, die in den 1950er Jahren in die Zweige A = Hauptschule, B = Mittelschule (später Realschule), C = Wirtschaftsgymnasium und D = Gymnasium gegliedert war. Das Gymnasium begann mit der 5. Klasse und verlangte in den ersten Jahren eine Aufnahmeprüfung. Auch die Grundschule als Pestalozzischule I war in einem Flügel untergebracht. Wer im gymnasialen Zweig der Wilhelm-Raabe-Schule nicht klarkam, ging auf das Wirtschaftsgymnasium der Pestalozzischule.
Zu Beginn 1974/1975 wurden die Oberstufen von fünf der sechs Bremerhavener Gymnasien zu drei Schulen zusammengelegt. Sie war nun eine Schule im Bereich der Sekundarstufe I als Stufenschule und im Bereich der Sekundarstufe II eine Oberstufenschule mit einem Kurssystem. 1998 hatte die Pestalozzischule die gymnasiale Abteilung als ein durchgängiges Gymnasium. 2004 erfolgte die Zusammenlegung der Oberstufen des Schulzentrums Bürgermeister Smidt (einst das alte Bremerhavener Gymnasiums), mit dem Gymnasium Pestalozzischule. Die Schule erhielt den Namen Lloyd Gymnasium Bremerhaven. Diese Schule behielt das bilinguales Profil der Pestalozzischule. (Achtung: Das heutige Schulzentrum Bürgermeister Smidt ist die ehemalige Kaufmännische Lehranstalt (KLA) von 1911 am Max-Eyth-Platz 3/4.)

### Aktuell

#### Grundschule
Als Pestalozzischule (Am Leher Tor 21) wird heute die Grundschule benannt, die eine Ganztagsschule ist. Die Schule mit um die 400 Schüler und um die 38 Mitarbeiter (Stand 2021) bezeichnet sich im Schulprofil als musizierende, naturnahe und lesende Schule mit Kinderchor, Musikkooperationen, Instrumentenausbildung, Lesewettbewerben, Geotagen etc. Sie befand sich in einem der Seitenflügel des alten Gebäudes, bis um 1980 ein dreigeschossiger, mit roten Ziegelsteinen verkleideter, Neubau mit einer Turnhalle errichtet wurde.

## Lehrer
- Sybille Böschen (* 1954), Abgeordnete der Bremischen Bürgerschaft (SPD), 1979 bis 1996, Lehrerin an der Pestalozzischule II
- Uwe Meiring, 1975–1999 Schulleiter der Pestalozzischule
- Kurt Meyer (1909–1998), Lehrer, Deutsch und Geschichte
- Heinrich Rahmeyer (1872–1952), Lehrer, Leiter und Regisseur der Niederdeutschen Bühne „Waterkant“ ab 1920
- Manfred Richter (* 1948), 1995 bis 1999 Oberbürgermeister von Bremerhaven (FDP), Abgeordneter der Bremischen Bürgerschaft und des Bundestages, Rektor der Pestalozzischule I von 1985 bis 1987
- Walter Zimmermann (1892–1968), Bremerhavener Stadtschulrat, 1944 kommissarischer Schulleiter

## Bekannte Schüler
- Uwe Beckmeyer (* 1949), Lehrer und Politiker (SPD) und Bremer Senator, Mitglied der Bürgerschaft und des Deutschen Bundestages, bis 1968 am Wirtschaftsgymnasium
- Daniela Behrens (* 1968), Journalistin und Politikerin (SPD), Mitglied des Niedersächsischen Landtags
- Norbert Konegen (* 1939), Politikwissenschaftler und Professor für Wirtschafts- und Finanzpolitik, 1959–1962 am Wirtschaftsgymnasium
- Ulrich Reinhardt (* 1970), Zukunftswissenschaftler
- Manfred Richter (* 1948), Lehrer und Politiker (FDP), Mitglied im Bundestag, Oberbürgermeister, 1965 bis 1967 am Wirtschaftsgymnasium
- Dieter Tiedemann (* 1935), Steueroberamtmann und Politiker (SPD), Bremer Senator, war bis 1954 am Wirtschaftsgymnasium
- Wolfgang Wippermann (1945–2021), Neuzeithistoriker
- Nico Stehr (* 1942), Soziologe, Kulturwissenschaftler und Hochschullehrer